# Criminal Minds: Beyond Borders
Criminal Minds: Beyond Borders è una serie televisiva statunitense prodotta dal 2016 al 2017, spin-off di Criminal Minds.
Come la serie madre, anche Beyond Borders vede al centro della trama le vicende di una squadra di profiler dell'FBI, la quale però lavora in campo internazionale per trovare i cittadini statunitensi che sono stati vittime di omicidi o sparizioni in varie nazioni del mondo.
La serie ha debuttato l'8 aprile 2015, in occasione di un crossover backdoor pilot con la serie madre Criminal Minds intitolato Beyond Borders. In seguito viene trasmessa in prima visione negli Stati Uniti da CBS dal 16 marzo 2016. In Italia l'episodio speciale è stato trasmesso il 22 maggio 2015 sul canale a pagamento Fox Crime con il titolo Al di là dei confini. Successivamente la serie va in onda in prima visione assoluta su Rai 2 dal 24 agosto 2016. 
Il 14 maggio 2017 CBS ha cancellato ufficialmente la serie dopo due stagioni.

## Trama
In questa nuova proposta troviamo una divisione speciale dell'FBI denominata International Division, che come intuibile si occupa di reati che coinvolgono cittadini americani all'estero. Il Team è composto da Jack Garrett (esperto e consolidato agente dell'FBI), Matt, ex veterano con ottime abilità psicologiche e Monty, il tecnico del gruppo.

## Personaggi e interpreti

### Personaggi principali
- Jack Garrett, interpretato da Gary Sinise.
È un agente speciale a capo dell'International Response Team (IRT). Garret è un agente veterano con oltre vent'anni di servizio nell'FBI. È sposato con Karen (Sherry Stringfield) e ha sei figli: Ryan Garrett, Jack Garrett Jr., Millie Garrett, Josie Garrett, RJ Garrett ed Emma Garrett.
- Clara Seger, interpretata da Alana de la Garza.
È il vice di Garret. Poliglotta e antropologa culturale. Nel 2013, dopo la morte del marito Brad, ha preso due anni sabbatici dall'FBI.
- Matthew Simmons, interpretato da Daniel Henney.
È un agente speciale, specializzato in azioni specifiche. È sposato con Kristy (Kelly Frye), con la quale ha quattro figli (tra i quali due gemelli di nome Jake e David), tutti minori di tre anni. Ex membro di una unità speciale, all'interno della quale ha affinato le proprie capacità di profiling.
- Russ Montgomery, interpretato da Tyler James Williams.
È l'analista del gruppo. Ha inoltre il compito di mantenere aggiornate sugli sviluppi delle indagini le famiglie delle vittime sul territorio USA, mentre il resto del team è all'estero.
- Mae Jarvis, interpretata da Annie Funke.
È il medico legale del team. Giovane e coraggiosa, ha un buon rapporto con Simmons. Prima di passare nell'unità Response Team International (IRT) era un semplice medico legale.

### Personaggi secondari
- Karen Garrett, interpretata da Sherry Stringfield.
È la moglie di Jack e la madre dei loro sei figli.
- Josie Garrett, interpretata da Brittany Uomoleale.
È la figlia di mezzo di Jack e Karen Garrett.
- Kristy Simmons, interpretata da Kelly Frye.
È la moglie di Matthew Simmons e la madre dei loro quattro figli.
- Jake Simmons, interpretato da Ezra Dewey.
È il figlio di Matthew e Kristy Simmons ed è il fratello gemello di David Simmons.
- David Simmons, interpretato da Declan Whaley.
È il figlio di Matthew e Kristy Simmons è il fratello gemello di Jake Simmons.
- Ryan Garrett, interpretato da Matt Cohen.
È il figlio maggiore di Jack e Karen, che è attualmente in addestramento presso l'Accademia dell'FBI.

## Episodi
| Stagione         | Episodi | Prima TV USA | Prima TV Italia |
| ---------------- | ------- | ------------ | --------------- |
| Prima stagione   | 13      | 2016         | 2016            |
| Seconda stagione | 13      | 2017         | 2017            |

## Produzione
I protagonisti di questo spin-off sono stati presentati al pubblico in un backdoor pilot all'interno di Criminal Minds, corrispondente al 19º episodio della decima stagione Beyond Borders (Oltre i confini).
Il 16 maggio 2016 CBS ha rinnovato la serie per una seconda stagione che va in onda a partire dal 1º marzo 2017. Il 14 maggio 2017 CBS cancella la serie dopo due stagioni.

## Citazioni
Come nella serie originale anche in Criminal Minds: Beyond Borders l'episodio si apre con un proverbio o una citazione di un autore del luogo in cui si svolge l'azione.
- Episodio 1 L'uomo pericoloso (Thailandia): "Ciò che viene fatto al buio presto viene alla luce".
- Episodio 2 Il mietitore (India): "Fa' che io non preghi per allontanare da me pericoli, bensì per affrontarli senza timore. Fa che io non preghi per implorare la fine del dolore ma per un cuore che lo vinca". Rabindranath Tagore
- Episodio 3 Negazione (Egitto): "Ascolta le tue convinzioni. Anche se sembrano assurde per la tua ragione".
- Episodio 4 Morti onorevoli (Giappone): "Il chiodo che sporge va preso a martellate".
- Episodio 5 Cuore solitario (Francia): "I legami tra una persona e noi esistono solamente nel pensiero". Marcel Proust
- Episodio 6 Un amore spezzato (Belize): "Tutti i viaggi hanno destinazioni segrete di cui i viaggiatori sono inconsapevoli".
- Episodio 7 Cittadini del mondo (Marocco): "Voi siete l'arco dal quale, come frecce vive, i vostri figli sono scoccati". Khalil Gibran
- Episodio 8 Il giorno degli innocenti (Messico): "L'ordine perfetto è presagio dell'orrore perfetto". Carlos Fuentes
- Episodio 9 La zona oscura (Turchia): "Chi non è stato mai bruciato dal sole non conosce il valore dell'ombra".
- Episodio 10 La verità (Sudafrica): "La speranza non uccide".
- Episodio 11 La ballata di Nick e Nat (Cuba): "Bellissima nel mezzo della disperazione, capace di amare nonostante prove e afflizioni, l'uomo trova la sua grandezza, la sua misura più piena, solo nel regno di questo mondo". Alejo Capentier
- Episodio 12 Fiesta a Pamplona (Spagna): "Un eccesso di ragionevolezza può essere follia, e la cosa più folle di tutte è vedere la vita com'è e non come dovrebbe essere". Miguel de Cervantes
- Episodio 13 Rapimento (Haiti): "Dietro le montagne altre montagne".